# Diomeda
Diomeda (en grec antic: Διομήδη) va ser, segons la mitologia grega una filla del rei epònim Làpites, fill d'Apol·lo.
En parla la Biblioteca d'Apol·lodor, i diu que, aparellada amb Amicles, rei d'Esparta, va tenir dos fills, Jacint i Cinortes. Es deia que Apol·lo estimava Jacint, i el déu el va matar involuntàriament llançant el disc.
El Catàleg de les dones també la menciona, i diu que tenia uns «rissos preciosos», i a més, parla de la mort de Jacint. Pausànias diu que Jacint tenia una germana anomenada Polibea, que va morir verge.